# سینوویت گذرا
التهاب گذرای غشاء زُلاله‌ای استخوان بی‌نام  (به انگلیسی: Transient synovitis of the hip) یا سینوویت گذرا، که سینوویت سمی (به انگلیسی: toxic synovitis) هم نامیده می‌شود یک شرایط خودمحدودشونده است که در آن غشاء زلاله‌ای (سینوویوم) کپسول مفصل ران ملتهب می‌شود. اصطلاح لگن تحریک‌پذیر که اشاره به سندرمی شامل درد حاد لگن، سفتی مفصلی و لنگیدن یا عدم تحمل وزن دارد، نشان‌دهنده یک اختلال زمینه‌ای و اساسی مانند سینوویت گذرا یا عفونت‌های ارتوپدی (مانند عفونت استخوان) است. با این حال در محیط عملی و بالینی، معمولاً لگن تحریک‌پذیر به عنوان مترادفی برای سینوویت گذرا به کار می‌رود. این اختلال نباید با سیاتیک اشتباه شود، (وضعیتی که درد مفصل ران و کمر را در بزرگسالان بسیار رایج‌تر از سینوویت گذرا اما با علائم و نشانه‌های مشابه بروز می‌یابد)